# Lannea barteri
Espèce
Synonymes
- Calesiam barteri Kuntze[1]
- Lannea kerstingii Engl. & K.Krause[1]
- Odina barteri Oliv.[1]

Lannea barteri (Oliv.) Engl. est un arbre dioïque d'Afrique tropicale appartenant au genre Lannea et à la famille des Anacardiaceae.

## Étymologie
Son épithète spécifique barteri rend hommage au botaniste britannique Charles Barter, des Jardins botaniques royaux de Kew.

## Description
Lannea barteri se développe dans les savanes boisées et les lisières de forêt ainsi qu'en bordure de cours d'eau, entre 500 et 1 600 m d'altitude. On le trouve en Guinée, en Éthiopie, en Ouganda mais également en République démocratique du Congo et au Burundi. 
Cet arbre peut s'élever jusqu'à 15 m de haut tandis que son tronc atteint jusqu'à 40 cm de diamètre.
Son écorce est épaisse, lisse et de couleur grise.
Les feuilles sont alternes, composées et pennées avec 3 à 5 paires de folioles auxquelles s'ajoute une foliole terminale.
Les fleurs sont unisexuées. Leurs pétales, au nombre de 4, sont oblongs, de couleur jaune, parcourus de veines plus foncées. Elles sont réparties en grappes terminales pouvant atteindre 25 cm de long. La floraison a lieu en fin de saison sèche, avant l'apparition des premières feuilles.
La drupe est glabre et de couleur rouge, plus foncé lorsqu'elle arrive à maturité.

## Utilité
L'écorce de Lannea barteri est utilisée pour produire une teinture de couleur brune variant du rouge à l'orangé. Elle est broyée puis bouillie. Une fois la décoction refroidie, les tissus à colorer sont mis à tremper durant 24 heures. La couleur obtenue à partir de cette écorce est souvent associée au sang, à la guerre et au deuil. Au Ghana, la teinture est appelée en akan kuntunkuni ou kobewu.
Les fibres d'écorces servent à la fabrication de liens et de cordes.
Les fleurs sont mellifères et peuvent être utilisées dans la production de miel tandis que les fruits sont comestibles.
Le bois est utilisé comme combustible mais également pour la fabrication de petits ustensiles. 
En médecine traditionnelle, l'écorce est employée en décoction dans le traitement de l'épilepsie, de la gastrite, des convulsions chez l'enfant ou encore des œdèmes. 
Les racines macérées sont appliquées en cataplasme pour soigner certaines blessures.
Le dichlorométhane et le méthanol contenus dans l'écorce et les racines possèdent des propriétés antimicrobiennes et antifongiques.